# Echaristha
Echaristha is een kevergeslacht uit de familie van de boktorren (Cerambycidae). De wetenschappelijke naam van het geslacht werd voor het eerst geldig gepubliceerd in 1901 door Fairmaire.

## Soorten
Echaristha omvat de volgende soorten:
- Echaristha bilobata Villiers, Quentin & Vives, 2011
- Echaristha pictipennis Fairmaire, 1901